# Colibri hirondelle
Eupetomena macroura
Espèce
Répartition géographique
Synonymes
- Campylopterus macrourus

Statut de conservation UICN

 LC  : Préoccupation mineure
Statut CITES
Le Colibri hirondelle (Eupetomena macroura) est une espèce de colibris (famille des Trochilidae).

## Répartition
Cet oiseau vit dans le centre/est de l'Amérique du Sud.

## Habitats
Cet oiseau habite les forêts tropicales et subtropicales sèches et les savanes sèches mais aussi les anciennes forêts fortement dégradées.
Très territorial et agressif, il peut attaquer les autres colibris de la région et même des guêpes et des abeilles.

## Sous-espèces et synonyme
D'après Alan P. Peterson, cet oiseau est représenté par 5 sous-espèces :
- Eupetomena macroura boliviana Zimmer, 1950 ;
- Eupetomena macroura cyanoviridis Grantsau, 1988 ;
- Eupetomena macroura hirundo Gould, 1875 ;
- Eupetomena macroura macroura (Gmelin, 1788) ;
- Eupetomena macroura simoni Hellmayr, 1929.

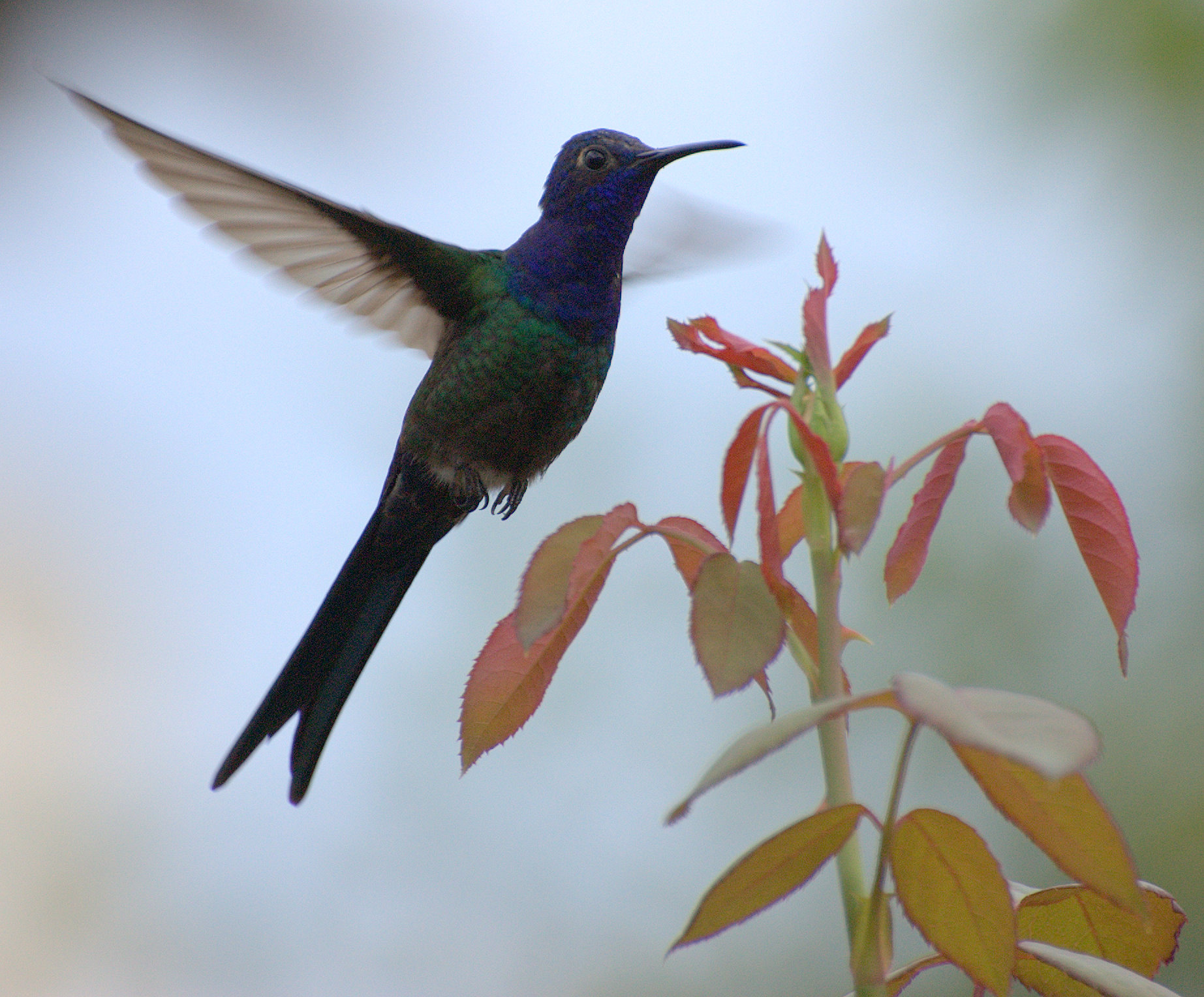
En vol stationnaire